# Valentino (chanson)
Pour les articles homonymes, voir Valentino.
Chansons représentant l'Espagne au Concours Eurovision de la chanson
La fiesta terminó
(1985) No estás solo
(1987)
Valentino est la chanson représentant l'Espagne au Concours Eurovision de la chanson 1986. Elle est interprétée par Cadillac.
La chanson est la quatrième de la soirée, suivant Halley interprétée par Klips ve Onlar pour la Turquie et précédant Pas pour moi interprétée par Daniela Simons pour la Suisse.
À la fin des votes, elle obtient 51 points et finit à la dixième place sur vingt participants.
Une version en anglais avec le même titre paraît.